# Magenta (Suriname)
Magenta is een plaats in Wanica, Suriname. Het ligt ten zuidwesten van Paramaribo in het bestuursressort Koewarasan.
Er bevindt zich sinds 2015 een imeao in Magenta en daarnaast is er een openbare basisschool en in de nabijheid een mulo. Verder zijn er een groentemarkt, supermarkten en andere winkels gevestigd.
Tijdens de coronacrisis in Suriname werd in februari 2021 aan de Frederikshoopweg de Magenta Farmers Market geopend, een drive-thru markt voor onder meer groenten, fruit, vlees en vis. De opzet is bedoeld om verspreiding van het virus te voorkomen. Vier maanden later bleek deze markt nog weinig bezoekers aangetrokken te hebben, omdat de klanten gewend waren aan de verkoop langs de weg en de autoriteiten dit gedoogden omdat de meeste markten tijdens de coronacrisis gesloten moesten zijn.
Magenta had, net als de omgeving, last van wateroverlast tijdens de regenseizoenen die in 2016 door de regering zijn aangepakt door afwateringswerkzaamheden.

## Geboren
- Shahied Wagid Hosain (1962-2021), zanger en songwriter